# Temporada 2019 de TCR Australia Touring Car Series

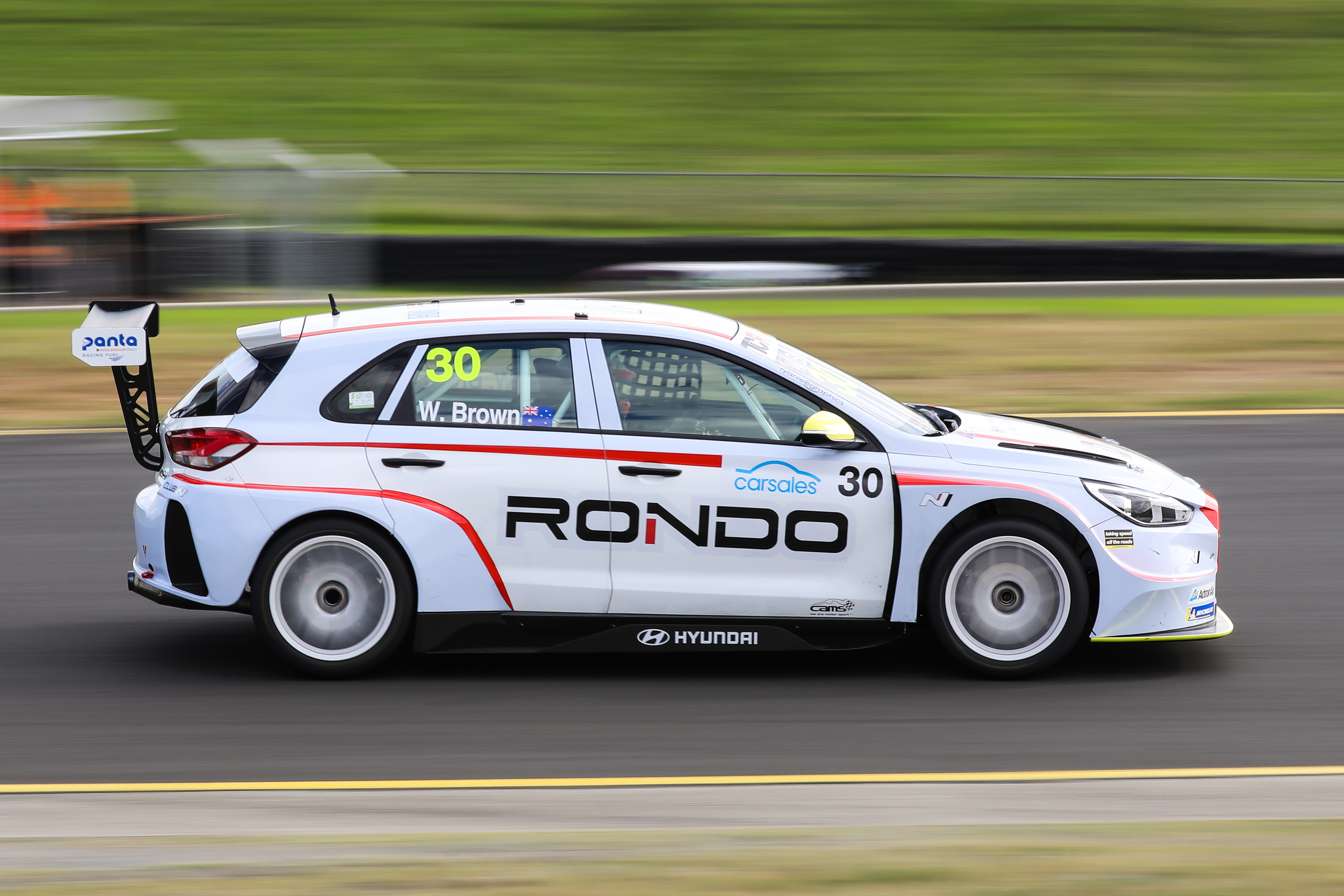
Will Brown fue el campeón 2019 del TCR Australia.

La temporada 2019 de TCR Australia Touring Car Series fue la edición inaugural de dicha competición. Comenzó el 18 de mayo en Sídney y finalizó el 17 de noviembre en Tailem Bend. La serie fue parte del Shannons Nationals Series.

## Equipos y pilotos
| Equipo                        | Auto                            | N.º | Pilotos           | Rondas |
| ----------------------------- | ------------------------------- | --- | ----------------- | ------ |
| Melbourne Performance Centre  | Volkswagen Golf GTI TCR         | 2   | Aaron Cameron     | Todas  |
| Melbourne Performance Centre  | Volkswagen Golf GTI TCR         | 8   | Jason Bright      | 6-7    |
| Melbourne Performance Centre  | Volkswagen Golf GTI TCR         | 35  | Alexandra Whitley | 6-7    |
| Melbourne Performance Centre  | Audi RS3 LMS TCR (2017)         | 3   | Leanne Tander     | 2-5    |
| Melbourne Performance Centre  | Audi RS3 LMS TCR (2017)         | 3   | Garth Tander      | 6      |
| Melbourne Performance Centre  | Audi RS3 LMS TCR (2017)         | 3   | Iain McDougall    | 7      |
| Melbourne Performance Centre  | Audi RS3 LMS TCR (2017)         | 4   | Garth Tander      | 2-3    |
| Melbourne Performance Centre  | Audi RS3 LMS TCR (2017)         | 4   | Jean-Karl Vernay  | 4      |
| Melbourne Performance Centre  | Audi RS3 LMS TCR (2017)         | 4   | Aaron Seton       | 4      |
| Melbourne Performance Centre  | Audi RS3 LMS TCR (2017)         | 22  | Rik Breukers      | 1      |
| Melbourne Performance Centre  | Audi RS3 LMS TCR (2017)         | 22  | Hamish Ribarits   | 2      |
| Melbourne Performance Centre  | Audi RS3 LMS TCR (2017)         | 97  | Liam McAdam       | 5-7    |
| Melbourne Performance Centre  | Audi RS3 LMS TCR (2017)         | 100 | Russell Ingall    | 3-7    |
| Kelly Racing                  | Subaru WRX STI TCR              | 6   | Molly Taylor      | 1-5    |
| Kelly Racing                  | Subaru WRX STI TCR              | 37  | Bryce Fullwood    | 5      |
| Kelly Racing                  | Subaru WRX STI TCR              | 777 | Andre Heimgartner | 1-3    |
| Kelly Racing                  | Holden Astra TCR                | 37  | Chelsea Angelo    | 1-3, 7 |
| Kelly Racing                  | Holden Astra TCR                | 62  | Alex Rullo        | 1-4    |
| Kelly Racing                  | Holden Astra TCR                | 62  | Hamish Ribarits   | 5      |
| Kelly Racing                  | Holden Astra TCR                | 62  | Bryce Fullwood    | 6      |
| Kelly Racing                  | Holden Astra TCR                | 777 | Andre Heimgartner | 4-7    |
| Garry Rogers Motorsport       | Alfa Romeo Giulietta Veloce TCR | 7   | Jimmy Vernon      | 1-3    |
| Garry Rogers Motorsport       | Alfa Romeo Giulietta Veloce TCR | 7   | Jordan Cox        | 4-7    |
| Garry Rogers Motorsport       | Renault Mégane RS TCR           | 33  | Chris Pither      | Todas  |
| Garry Rogers Motorsport       | Renault Mégane RS TCR           | 34  | James Moffat      | Todas  |
| Matt Stone Racing             | Volkswagen Golf GTI TCR         | 8   | Jason Bright      | 1-5    |
| Matt Stone Racing             | Volkswagen Golf GTI TCR         | 35  | Alexandra Whitley | 1-5    |
| Ashley Seward Motorsport      | Alfa Romeo Giulietta Veloce TCR | 9   | Dylan O'Keeffe    | Todas  |
| Ashley Seward Motorsport      | Alfa Romeo Giulietta Veloce TCR | 10  | James Allen       | 7      |
| HMO Customer Racing           | Hyundai i30 N TCR               | 11  | Nathan Morcom     | Todas  |
| HMO Customer Racing           | Hyundai i30 N TCR               | 30  | Will Brown        | Todas  |
| Milldun Motorsport            | Subaru WRX STI TCR              | 19  | Matthew Simmons   | 7      |
| Milldun Motorsport            | Subaru WRX STI TCR              | 27  | Barton Mawer      | 7      |
| Wall Racing                   | Honda Civic Type-R TCR (FK8)    | 24  | John Martin       | Todas  |
| Wall Racing                   | Honda Civic Type-R TCR (FK8)    | 38  | Jordan Cox        | 3      |
| Wall Racing                   | Honda Civic Type-R TCR (FK8)    | 38  | Jordan Michels    | 4      |
| Wall Racing                   | Honda Civic Type-R TCR (FK8)    | 38  | Tim Brook         | 5      |
| Wall Racing                   | Honda Civic Type-R TCR (FK8)    | 38  | Néstor Girolami   | 6      |
| Wall Racing                   | Honda Civic Type-R TCR (FK8)    | 50  | Tony D'Alberto    | Todas  |
| Garth Walden Racing Australia | Hyundai i30 N TCR               | 29  | Michael Almond    | 1      |
| Team Garage1                  | CUPRA León TCR                  | 64  | Tim Brook         | 7      |
| DG Sport Compétition          | Peugeot 308 TCR                 | 308 | Aurélien Comte    | 7      |

## Calendario
El calendario fue anunciado en noviembre de 2018 con siete eventos confirmados. Todas las rondas se llevaron a cabo en Australia.
| Rnd. | Rnd. | Circuito                                 | Fecha            |
| ---- | ---- | ---------------------------------------- | ---------------- |
| 1    | 1    | Sydney Motorsport Park, Sídney           | 18 de mayo       |
| 1    | 2    | Sydney Motorsport Park, Sídney           | 19 de mayo       |
| 1    | 3    | Sydney Motorsport Park, Sídney           | 19 de mayo       |
| 2    | 4    | Circuito de Phillip Island, Isla Phillip | 8 de junio       |
| 2    | 5    | Circuito de Phillip Island, Isla Phillip | 9 de junio       |
| 2    | 6    | Circuito de Phillip Island, Isla Phillip | 9 de junio       |
| 3    | 7    | The Bend Motorsport Park, Tailem Bend I  | 13 de julio      |
| 3    | 8    | The Bend Motorsport Park, Tailem Bend I  | 14 de julio      |
| 3    | 9    | The Bend Motorsport Park, Tailem Bend I  | 14 de julio      |
| 4    | 10   | Queensland Raceway, Willowbank           | 3 de agosto      |
| 4    | 11   | Queensland Raceway, Willowbank           | 4 de agosto      |
| 4    | 12   | Queensland Raceway, Willowbank           | 4 de agosto      |
| 5    | 13   | Winton Motor Raceway, Winton             | 31 de agosto     |
| 5    | 14   | Winton Motor Raceway, Winton             | 1 de septiembre  |
| 5    | 15   | Winton Motor Raceway, Winton             | 1 de septiembre  |
| 6    | 16   | Sandown Raceway, Melbourne               | 21 de septiembre |
| 6    | 17   | Sandown Raceway, Melbourne               | 22 de septiembre |
| 6    | 18   | Sandown Raceway, Melbourne               | 22 de septiembre |
| 7    | 19   | The Bend Motorsport Park, Tailem Bend II | 16 de noviembre  |
| 7    | 20   | The Bend Motorsport Park, Tailem Bend II | 17 de noviembre  |
| 7    | 21   | The Bend Motorsport Park, Tailem Bend II | 17 de noviembre  |

## Resultados

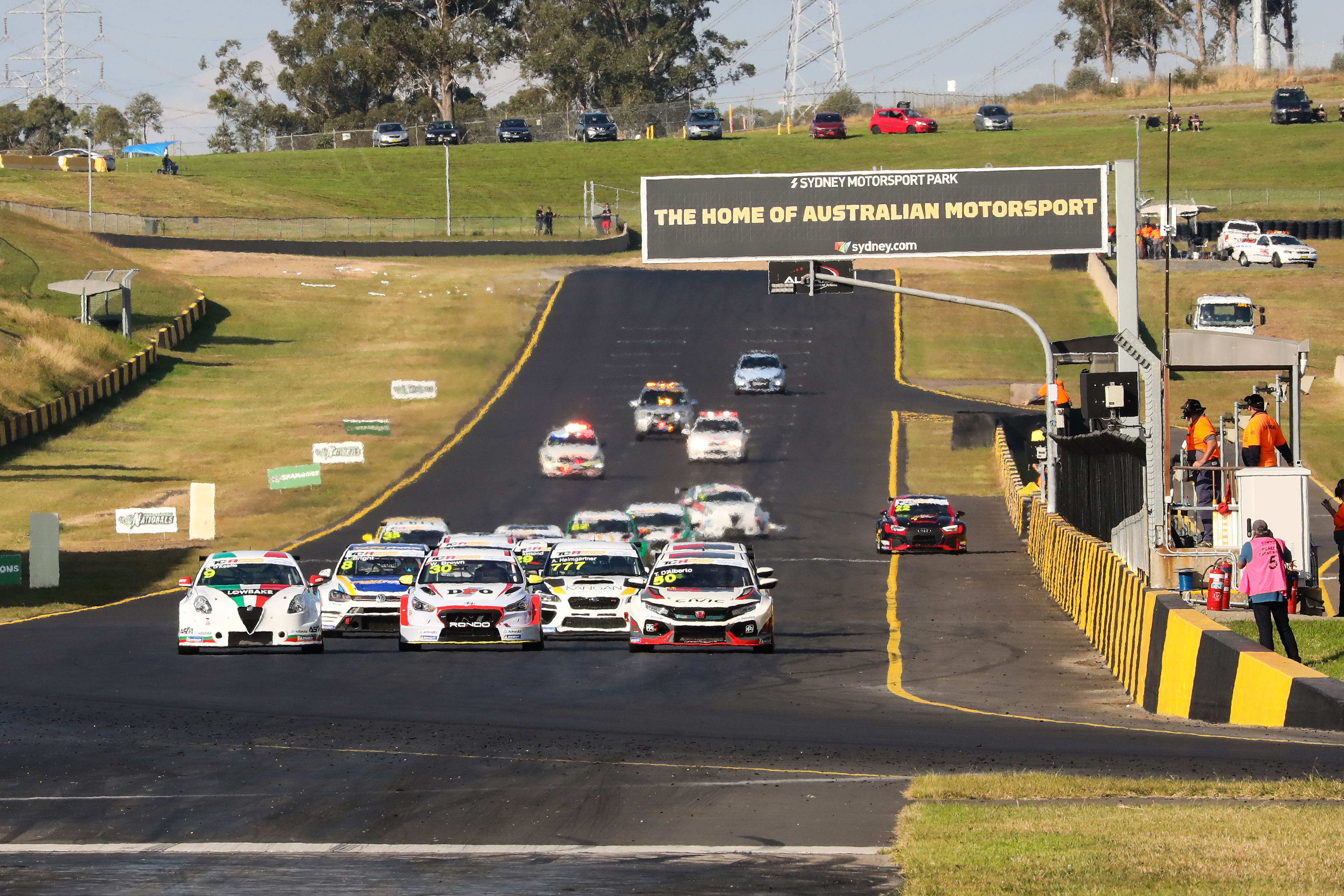
Inicio de la tercera carrera en Sydney Motorsport Park.

| Ronda | Ronda | Ronda          | Pole position    | Vuelta rápida    | Piloto ganador           | Equipo ganador               | Resultados |
| ----- | ----- | -------------- | ---------------- | ---------------- | ------------------------ | ---------------------------- | ---------- |
| 1     | 1     | Sydney         | Tony D'Alberto   | Jason Bright     | Jason Bright             | Matt Stone Racing            | Resultados |
| 1     | 2     | Sydney         |                  | Will Brown       | Will Brown               | HMO Customer Racing          | Resultados |
| 1     | 3     | Sydney         | Nathan Morcom    | Will Brown       | HMO Customer Racing      |                              | Resultados |
| 2     | 4     | Phillip Island | Dylan O'Keeffe   | Will Brown       | Dylan O'Keeffe           | Ashley Seward Motorsport     | Resultados |
| 2     | 5     | Phillip Island |                  | Dylan O'Keeffe   | Dylan O'Keeffe           | Ashley Seward Motorsport     | Resultados |
| 2     | 6     | Phillip Island | Will Brown       | Will Brown       | HMO Customer Racing      |                              | Resultados |
| 3     | 7     | Tailem Bend I  | James Moffat     | Dylan O'Keeffe   | Garth Tander             | Melbourne Performance Centre | Resultados |
| 3     | 8     | Tailem Bend I  |                  | Will Brown       | Will Brown               | HMO Customer Racing          | Resultados |
| 3     | 9     | Tailem Bend I  | Tony D'Alberto   | John Martin      | Wall Racing              |                              | Resultados |
| 4     | 10    | Queensland     | Jean-Karl Vernay | Jean-Karl Vernay | Jean-Karl Vernay         | Melbourne Performance Centre | Resultados |
| 4     | 11    | Queensland     |                  | Russell Ingall   | Dylan O'Keeffe           | Ashley Seward Motorsport     | Resultados |
| 4     | 12    | Queensland     | Will Brown       | Dylan O'Keeffe   | Ashley Seward Motorsport |                              | Resultados |
| 5     | 13    | Winton         | Will Brown       | Will Brown       | Jason Bright             | Matt Stone Racing            | Resultados |
| 5     | 14    | Winton         |                  | Will Brown       | Will Brown               | HMO Customer Racing          | Resultados |
| 5     | 15    | Winton         | Will Brown       | Will Brown       | HMO Customer Racing      |                              | Resultados |
| 6     | 16    | Sandown        | Néstor Girolami  | Liam McAdam      | Néstor Girolami          | Wall Racing                  | Resultados |
| 6     | 17    | Sandown        |                  | Néstor Girolami  | Néstor Girolami          | Wall Racing                  | Resultados |
| 6     | 18    | Sandown        | Jordan Cox       | Néstor Girolami  | Wall Racing              |                              | Resultados |
| 7     | 19    | Tailen Bend II | Dylan O'Keeffe   | Will Brown       | Will Brown               | HMO Customer Racing          | Resultados |
| 7     | 20    | Tailen Bend II |                  | Aaron Cameron    | Aaron Cameron            | Melbourne Performance Centre | Resultados |
| 7     | 21    | Tailen Bend II | Nathan Morcom    | Nathan Morcom    | HMO Customer Racing      |                              | Resultados |

## Puntuaciones
Ronda 1 a 6
| Pos.          | 1.º           | 2.º           | 3.º           | 4.º           | 5.º           | 6.º           | 7.º           | 8.º           | 9.º           | 10.º          | 11.º          | 12.º          | 13.º          | 14.º          | 15.º          | 16.º          | 17.º          | 18.º          | 19.º          | 20.º          | 21.º          | 22.º          | 23.º          | 24.º          | 25.º          | 26.º          | 27.º          | 28.º          | 29.º          | 30.º          | 31.º          | 32.º          | 33.º          | 34.º          | 35.º          | 36.º          | 37.º          | 38.º          | 39.º          | 40.º          |
| Clasificación | Clasificación | Clasificación | Clasificación | Clasificación | Clasificación | Clasificación | Clasificación | Clasificación | Clasificación | Clasificación | Clasificación | Clasificación | Clasificación | Clasificación | Clasificación | Clasificación | Clasificación | Clasificación | Clasificación | Clasificación | Clasificación | Clasificación | Clasificación | Clasificación | Clasificación | Clasificación | Clasificación | Clasificación | Clasificación | Clasificación | Clasificación | Clasificación | Clasificación | Clasificación | Clasificación | Clasificación | Clasificación | Clasificación | Clasificación | Clasificación |
| ------------- | ------------- | ------------- | ------------- | ------------- | ------------- | ------------- | ------------- | ------------- | ------------- | ------------- | ------------- | ------------- | ------------- | ------------- | ------------- | ------------- | ------------- | ------------- | ------------- | ------------- | ------------- | ------------- | ------------- | ------------- | ------------- | ------------- | ------------- | ------------- | ------------- | ------------- | ------------- | ------------- | ------------- | ------------- | ------------- | ------------- | ------------- | ------------- | ------------- | ------------- |
| Pts.          | 2             |               |               |               |               |               |               |               |               |               |               |               |               |               |               |               |               |               |               |               |               |               |               |               |               |               |               |               |               |               |               |               |               |               |               |               |               |               |               |               |
| Carrera 1 y 2 |               |               |               |               |               |               |               |               |               |               |               |               |               |               |               |               |               |               |               |               |               |               |               |               |               |               |               |               |               |               |               |               |               |               |               |               |               |               |               |               |
| Pts.          | 40            | 36            | 32            | 28            | 26            | 24            | 22            | 20            | 18            | 16            | 14            | 13            | 12            | 11            | 10            | 9             | 8             | 7             | 6             | 5             | 4             | 3             | 2             | 1             | 1             | 1             | 1             | 1             | 1             | 1             | 1             | 1             | 1             | 1             | 1             | 1             | 1             | 1             | 1             | 1             |
| Carrera 3     |               |               |               |               |               |               |               |               |               |               |               |               |               |               |               |               |               |               |               |               |               |               |               |               |               |               |               |               |               |               |               |               |               |               |               |               |               |               |               |               |
| Pts.          | 50            | 46            | 42            | 38            | 36            | 31            | 29            | 27            | 25            | 23            | 19            | 18            | 17            | 16            | 15            | 12            | 11            | 10            | 9             | 8             | 7             | 6             | 5             | 4             | 3             | 2             | 2             | 2             | 2             | 2             | 2             | 2             | 2             | 2             | 2             | 2             | 2             | 2             | 2             | 2             |

Ronda 7
| Pos.          | 1.º           | 2.º           | 3.º           | 4.º           | 5.º           | 6.º           | 7.º           | 8.º           | 9.º           | 10.º          | 11.º          | 12.º          | 13.º          | 14.º          | 15.º          | 16.º          | 17.º          | 18.º          | 19.º          | 20.º          | 21.º          | 22.º          | 23.º          | 24.º          | 25.º          | 26.º          | 27.º          | 28.º          | 29.º          | 30.º          | 31.º          | 32.º          | 33.º          | 34.º          | 35.º          | 36.º          | 37.º          | 38.º          | 39.º          | 40.º          |
| Clasificación | Clasificación | Clasificación | Clasificación | Clasificación | Clasificación | Clasificación | Clasificación | Clasificación | Clasificación | Clasificación | Clasificación | Clasificación | Clasificación | Clasificación | Clasificación | Clasificación | Clasificación | Clasificación | Clasificación | Clasificación | Clasificación | Clasificación | Clasificación | Clasificación | Clasificación | Clasificación | Clasificación | Clasificación | Clasificación | Clasificación | Clasificación | Clasificación | Clasificación | Clasificación | Clasificación | Clasificación | Clasificación | Clasificación | Clasificación | Clasificación |
| ------------- | ------------- | ------------- | ------------- | ------------- | ------------- | ------------- | ------------- | ------------- | ------------- | ------------- | ------------- | ------------- | ------------- | ------------- | ------------- | ------------- | ------------- | ------------- | ------------- | ------------- | ------------- | ------------- | ------------- | ------------- | ------------- | ------------- | ------------- | ------------- | ------------- | ------------- | ------------- | ------------- | ------------- | ------------- | ------------- | ------------- | ------------- | ------------- | ------------- | ------------- |
| Pts.          | 2             |               |               |               |               |               |               |               |               |               |               |               |               |               |               |               |               |               |               |               |               |               |               |               |               |               |               |               |               |               |               |               |               |               |               |               |               |               |               |               |
| Carrera       |               |               |               |               |               |               |               |               |               |               |               |               |               |               |               |               |               |               |               |               |               |               |               |               |               |               |               |               |               |               |               |               |               |               |               |               |               |               |               |               |
| Pts.          | 40            | 36            | 32            | 28            | 26            | 24            | 22            | 20            | 18            | 16            | 14            | 13            | 12            | 11            | 10            | 9             | 8             | 7             | 6             | 5             | 4             | 3             | 2             | 1             | 1             | 1             | 1             | 1             | 1             | 1             | 1             | 1             | 1             | 1             | 1             | 1             | 1             | 1             | 1             | 1             |

## Clasificaciones

### Campeonato de Pilotos
| Pos. | Piloto            | SYD | SYD | SYD | PHI | PHI | PHI | BEN I | BEN I | BEN I | QLD | QLD | QLD | WIN | WIN | WIN | SAN | SAN | SAN | BEN II | BEN II | BEN II | Pts. |
| ---- | ----------------- | --- | --- | --- | --- | --- | --- | ----- | ----- | ----- | --- | --- | --- | --- | --- | --- | --- | --- | --- | ------ | ------ | ------ | ---- |
| 1    | Will Brown        | 3   | 1   | 1   | 2   | 2   | 1   | 2     | 1     | 5     | 16  | 10  | 7   | 2   | 1   | 1   | 2   | 7   | 7   | 1      | 2      | 3      | 733  |
| 2    | Tony D'Alberto    | 2   | 3   | 6   | 4   | 15  | 15  | 13    | 9     | 7     | 4   | 4   | 3   | 6   | 7   | 5   | 15  | 4   | 3   | 3      | 5      | 5      | 557  |
| 3    | Aaron Cameron     | 7   | 10  | 4   | 12  | 7   | 3   | 12    | Ret   | 13    | 6   | 3   | 5   | 5   | 3   | 2   | 9   | 5   | 6   | 2      | 1      | 10     | 546  |
| 4    | Nathan Morcom     | 9   | 8   | 11  | Ret | 4   | 2   | 4     | 7     | 8     | 7   | 6   | 4   | 4   | 4   | 4   | 10  | 14  | 10  | Ret    | 6      | 1      | 500  |
| 5    | Dylan O'Keeffe    | 4   | 2   | 2   | 1   | 1   | Ret | Ret   | 10    | 11    | 2   | 1   | 1   | 3   | 15  | 8   | 8   | 8   | 11  | DNS    | Ret    | DNS    | 483  |
| 6    | James Moffat      | DNS | 12  | 5   | 3   | 10  | 5   | 7     | 3     | 3     | 9   | 8   | 15  | Ret | 12  | 13  | 7   | 3   | 9   | 9      | 4      | Ret    | 440  |
| 7    | Jason Bright      | 1   | 4   | 7   | Ret | Ret | 8   | Ret   | 11    | 9     | 13  | 13  | 10  | 1   | 2   | 12  | Ret | 6   | 4   | 7      | 7      | 7      | 412  |
| 8    | John Martin       | 6   | 6   | Ret | 13  | 14  | Ret | 3     | 4     | 1     | 15  | 7   | 8   | 14  | 8   | 6   | 5   | Ret | DNS | 6      | 11     | 6      | 390  |
| 9    | Russell Ingall    |     |     |     |     |     |     | 9     | 6     | 6     | 3   | 2   | 2   | 8   | 5   | 3   | 12  | Ret | DNS | 8      | 9      | Ret    | 326  |
| 10   | Garth Tander      |     |     |     | 10  | Ret | 4   | 1     | 2     | 2     |     |     |     |     |     |     | 4   | 2   | 2   |        |        |        | 286  |
| 11   | Jordan Cox        |     |     |     |     |     |     | 6     | 5     | 4     | 5   | 5   | 6   | Ret | 9   | Ret | 3   | 13  | Ret | 5      | 3      | Ret    | 281  |
| 12   | Chris Pither      | 8   | Ret | 8   | 7   | 6   | 7   | 5     | Ret   | DNS   | DNS | 16  | DNS | Ret | Ret | WD  | 11  | 11  | DNS | 4      | 8      | 2      | 270  |
| 13   | Andre Heimgartner | 10  | 5   | Ret | 9   | Ret | 6   | Ret   | DNS   | WD    | Ret | WD  | WD  | 7   | 6   | 7   | Ret | 12  | 8   | 13     | 10     | 4      | 262  |
| 14   | Leanne Tander     |     |     |     | 8   | 13  | 10  | 11    | 8     | 10    | 12  | 9   | 9   | 12  | 11  | 9   |     |     |     |        |        |        | 220  |
| 15   | Alexandra Whitley | 13  | 16  | 10  | 11  | 9   | Ret | 10    | Ret   | Ret   | 10  | Ret | 14  | 13  | 14  | 14  | 14  | Ret | Ret | 11     | 13     | 11     | 215  |
| 16   | Alex Rullo        | 11  | 13  | 9   | 6   | 5   | 12  | 8     | Ret   | 12    | 8   | 11  | 13  |     |     |     |     |     |     |        |        |        | 209  |
| 17   | Néstor Girolami   |     |     |     |     |     |     |       |       |       |     |     |     |     |     |     | 1   | 1   | 1   |        |        |        | 132  |
| 18   | Hamish Ribarits   |     |     |     | 5   | 3   | 9   |       |       |       |     |     |     | Ret | 13  | 10  |     |     |     |        |        |        | 118  |
| 19   | Molly Taylor      | 14  | 15  | 12  | Ret | 11  | 13  | 15    | Ret   | DNS   | 14  | 15  | Ret | 11  | Ret | Ret |     |     |     |        |        |        | 116  |
| 20   | Jimmy Vernon      | 16  | 9   | Ret | Ret | 8   | 11  | 14    | Ret   | DNS   |     |     |     |     |     |     |     |     |     |        |        |        | 77   |
| 21   | Bryce Fullwood    |     |     |     |     |     |     |       |       |       |     |     |     | 15  | Ret | Ret | 13  | 9   | 5   |        |        |        | 76   |
| 22   | Michael Almond    | 15  | 7   | 3   |     |     |     |       |       |       |     |     |     |     |     |     |     |     |     |        |        |        | 74   |
| 23   | Tim Brook         |     |     |     |     |     |     |       |       |       |     |     |     | 9   | 16  | 11  |     |     |     | Ret    | 16     | 9      | 73   |
| 24   | Liam McAdam       |     |     |     |     |     |     |       |       |       |     |     |     | 10  | 10  | 15  | 6   | 10  | 12  | Ret    | WD     | WD     | 65   |
| 25   | Chelsea Angelo    | 12  | 14  | Ret | Ret | 12  | 14  | Ret   | 12    | Ret   |     |     |     |     |     |     |     |     |     | Ret    | WD     | WD     | 56   |
| 26   | Jordan Michels    |     |     |     |     |     |     |       |       |       | 11  | 12  | 12  |     |     |     |     |     |     |        |        |        | 46   |
| 27   | Jean-Karl Vernay  |     |     |     |     |     |     |       |       |       | 1   | WD  | WD  |     |     |     |     |     |     |        |        |        | 42   |
| 28   | Rik Breukers      | 5   | 11  | Ret |     |     |     |       |       |       |     |     |     |     |     |     |     |     |     |        |        |        | 40   |
| 29   | Iain McDougall    |     |     |     |     |     |     |       |       |       |     |     |     |     |     |     |     |     |     | 10     | 15     | 12     | 39   |
| 30   | Matthew Simmons   |     |     |     |     |     |     |       |       |       |     |     |     |     |     |     |     |     |     | 12     | 17     | 13     | 33   |
| 31   | Aurélien Comte    |     |     |     |     |     |     |       |       |       |     |     |     |     |     |     |     |     |     | WD     | 14     | 8      | 31   |
| 32   | James Allen       |     |     |     |     |     |     |       |       |       |     |     |     |     |     |     |     |     |     | Ret    | 12     | 14     | 24   |
| 33   | Barton Mawer      |     |     |     |     |     |     |       |       |       |     |     |     |     |     |     |     |     |     | Ret    | 18     | 15     | 17   |
| -    | Aaron Seton       |     |     |     |     |     |     |       |       |       |     | 14  | 11  |     |     |     |     |     |     |        |        |        | 0    |
| Pos. | Piloto            | SYD | SYD | SYD | PHI | PHI | PHI | BEN I | BEN I | BEN I | QLD | QLD | QLD | WIN | WIN | WIN | SAN | SAN | SAN | BEN II | BEN II | BEN II | Pts. |

| Color     | Resultado                                                               |
| --------- | ----------------------------------------------------------------------- |
| Oro       | Ganador                                                                 |
| Plata     | 2.ª plaza                                                               |
| Bronce    | 3.ª plaza                                                               |
| Verde     | Finalizó en los puntos                                                  |
| Azul      | Finalizó sin puntos                                                     |
| Azul      | NC - No clasificado                                                     |
| Violeta   | Ret - No terminó (Carrera)                                              |
| Rojo      | DNQ - No se clasificó                                                   |
| Negro     | DSQ - Descalificado                                                     |
| Blanco    | DNS - No empezó (carrera)                                               |
| Blanco    | WD - Retirado (fin de semana)                                           |
| Blanco    | C - Carrera cancelada                                                   |
| Sin color | DNP - Inscrito pero no participó                                        |
| Sin color | INJ - Lesionado                                                         |
| Sin color | EX - Excluido                                                           |
| Estado    | Resultado                                                               |
| Negrita   | Pole position                                                           |
| Cursiva   | Vuelta rápida                                                           |
| †         | Abandona, pero clasifica al completar el porcentaje requerido para ello |